# Досо (папуасский язык)
Досо — язык папуасов, на котором говорят в Западной провинции (река Арамиа, территория водопадов Вавой, около реки Камула). Язык не достаточно изучен, чтобы сказать, связан ли он с другими языками в этой области. Он имеет 61 % общей лексики с почти вымершим языком турумса.